# Nitokra bdellurae
Nitokra bdellurae är en kräftdjursart som först beskrevs av Liddell 1912.  Nitokra bdellurae ingår i släktet Nitokra och familjen Ameiridae. Inga underarter finns listade i Catalogue of Life.